# Gonzalo Bilbao Martínez
Gonzalo Bilbao Martínez – hiszpański malarz kostumbrysta.

## Życiorys
Pochodził z zamożnej rodziny właścicieli ziemskich. Od najmłodszych lat zajmował się rysunkiem wspierany przez malarza José Jiménez Aranda oraz brata Joaquína Bilbao, który później został rzeźbiarzem. Pod naciskiem ojca studiował prawo, jednak równolegle uczył się malarstwa i muzyki (został organistą).
W 1880 r. skończył prawo, jednak nigdy nie pracował w tym zawodzie, gdyż całkowicie poświęcił się malarstwu. W nagrodę za doskonałe wyniki w nauce ojciec ufundował mu podróż do Włoch (gdzie studiował w Akademii Świętego Łukasza) i Francji u boku malarza José Jiménez Aranda. W Paryżu odwiedzili liczne muzea, galerie i warsztaty francuskich i hiszpańskich artystów.
We Włoszech przebywał około trzy lata, zamieszkał w Rzymie, gdzie pracował razem z malarzem José Villegas Cordero. Podróżował po Włoszech, odwiedził m. In. Neapol i Wenecję, gdzie malował sceny miejskie i wiejskie.
W 1884 r. wrócił do Hiszpanii, gdzie zaprzyjaźnił się z malarzem Vicente Palmaroli, jednak nie pozostał w kraju na długo. Dwa lata później wyjechał na rok do Włoch. Po powrocie do Hiszpanii podróżował po kraju w poszukiwaniu inspiracji do pejzaży, odwiedził m.in. Toledo i Segowię. Następnie razem z malarzem Andrésem Parladé udał się do Maroka. Wyjechał do Paryża aby poznać najnowsze tendencje w malarstwie oraz sprzedać swoje prace powstałe w Maroku. Po powrocie do kraju odwiedził Fuenterrabía, Toledo, Jerez de la Frontera i inne miasta.
Był również profesorem malarstwa w Akademii Sztuk Pięknych w Sewilli, w 1903 zastąpił tam José Jiménez Aranda. Jego uczniami byli m.in. Daniel Vázquez Díaz i Eugenio Hermoso.
W 1904 r. ożenił się z Maríą Roy Lhardy, córką francuskiego bankiera zamieszkałego w Madrycie. W stolicy gdzie pracował na Królewskiej Akademii Sztuk Pięknych św. Ferdynanda. Wykonał portret króla Alfonsa XIII przeznaczony dla Ministerstwa Rolnictwa. Po jego śmierci, wdowa przekazała znaczną część jego dzieł dla Muzeum Sztuk Pięknych w Sewilli, gdzie utworzono salę dedykowaną malarzowi. 
Był wielokrotnym laureatem Krajowej Wystawy Sztuk Pięknych, m.in. za dzieła El idilio i Mar de levante. Otrzymał wiele nagród i wyróżnień w krajowych i międzynarodowych konkursach m.in. w Barcelonie, Berlinie, Paryżu, Buenos Aires, Santiago, Chicago i San Francisco.